# Gazprom-RusVelo/Saison 2021
Diese Liste beschreibt die Mannschaft und die Erfolge des Radsportteams Gazprom-RusVelo in der Saison 2021.

## Siege
| Siege    | Siege                                               | Siege      | Siege  | Siege          | Siege |
| Datum    | Rennen                                              | Staat      | Klasse | Sieger         |       |
| -------- | --------------------------------------------------- | ---------- | ------ | -------------- | ----- |
| 20. Jun. | Russia National Road Cycling Championships - Men RR | Russland   | CN     | Artjom Nytsch  |       |
| 19. Aug. | Tour du Limousin, 3. Etappe                         | Frankreich | 2.1    | Simone Velasco |       |
| 12. Sep. | Okolo Jižních Čech, 4. Etappe                       | Tschechien | 2.2    | Damiano Cima   |       |

## Mannschaft
| Teamkader 2021                                 | Teamkader 2021     | Teamkader 2021 | Teamkader 2021                          |
| Name                                           | Geburtsdatum       | Land           | Vorheriges Team                         |
| ---------------------------------------------- | ------------------ | -------------- | --------------------------------------- |
| Igor Bojew                                     | 22. November 1989  | Russland       | Itera-Katusha (2012)                    |
| Marco Canola                                   | 26. Dezember 1988  | Italien        | Nippo-Vini Fantini-Faizanè (2019)       |
| Nikolai Tscherkassow                           | 26. September 1996 | Russland       | Gazprom-RusVelo U23 (2017)              |
| Sergei Tschernezki                             | 9. April 1990      | Russland       | Caja Rural-Seguros RGA (2019)           |
| Damiano Cima                                   | 13. September 1993 | Italien        | Nippo-Vini Fantini-Faizanè (2019)       |
| Imerio Cima                                    | 29. Oktober 1997   | Italien        | Nippo-Vini Fantini-Faizanè (2019)       |
| Pawel Kotschetkow                              | 7. März 1986       | Russland       | CCC Team (2020)                         |
| Roman Kreuziger                                | 6. Mai 1986        | Tschechien     | NTT Pro Cycling (2020)                  |
| Anton Kusmin                                   | 20. November 1996  | Kasachstan     | Astana City (2019)                      |
| Wjatscheslaw Kusnezow                          | 24. Juni 1989      | Russland       | Katusha-Alpecin (2019)                  |
| Denis Nekrasov                                 | 19. Februar 1997   | Russland       | Marathon-Tula (2017)                    |
| Artjom Nytsch                                  | 21. März 1995      | Russland       | Russian Helicopters (2014)              |
| Petr Rikunov                                   | 24. Februar 1997   | Russland       | Caja Rural-Seguros RGA (2018)           |
| Iwan Rowny                                     | 30. September 1987 | Russland       | Tinkoff (2016)                          |
| Christian Scaroni                              | 16. Oktober 1997   | Italien        | Équipe continentale Groupama-FDJ (2019) |
| Jewgeni Schalunow                              | 8. Januar 1992     | Russland       | Lokosphinx (2015)                       |
| Dmitri Strachow                                | 17. Mai 1995       | Russland       | Katusha-Alpecin (2019)                  |
| Mathias Vacek                                  | 12. Juni 2002      | Tschechien     | Team F.lli Giorgi ASD (2020)            |
| Simone Velasco                                 | 2. Dezember 1995   | Italien        | Neri Sottoli-Selle Italia-KTM (2019)    |
| İlnur Zäkärin                                  | 15. September 1989 | Russland       | CCC Team (2020)                         |
| Fredrik Dversnes (1. Aug.–31. Dez., Stagiaire) | 20. März 1997      | Norwegen       | Team Coop (2021)                        |
| Riccardo Lucca (1. Aug.–31. Dez., Stagiaire)   | 24. Februar 1997   | Italien        | Gazprom-RusVelo (2021)                  |
| Eirik Lunder (1. Aug.–31. Dez., Stagiaire)     | 9. Juni 1999       | Norwegen       | Team Coop (2021)                        |
|                                                |                    |                |                                         |
| Quelle: ProCyclingStats                        |                    |                |                                         |